# Thulin Typ K
Thulin Typ K var ett svenskt jaktflygplan som konstruerades och tillverkades vid A.B. Enoch Thulins Aeroplanfabrik i Landskrona.
Typ K var en utveckling av Typ B och klart inspirerad av Morane-Saulnier Parasol. Det var av monoplanstyp där vingen var monterad i överkant av flygplanskroppen. Vingen fixerades på plats med en mast som via vajrar bar upp vingens ovansida, från vingens undersida löpte vajrar ner mot flygplanskroppens undersida. Hjullandstället var fast med en sporrfjäder under höjdrodret. När föreningen Skånska Kvinnor och Smålandskvinnor ställde medel till förfogande beställde Arméflyget 19 december 1916 två Typ K jagare. Första flygplanet levererades i mars 1917 och provflögs av löjtnant Rodéhn. Provflygningen slutade med ett haveri, men löjtnanten undkom oskadd. Flygplanen kom mest att användas som obeväpnade övningsflygplan för avancerad flygning vid Flygkompaniet. Flygplanen vid flygkompaniet modifierades vid Arméns flygverkstäder på Malmslätt där man försåg flygplanen med stabilisator och skevroder. Till Holland levererades mellan 1917 och 1919 15 flygplan Typ K. Totalt tillverkades 18 flygplan, det sista användes av Enoch Thulin personlig som uppvisningsflygplan. Det var med sin privata Typ K han havererade under flygträning 14 maj 1919.